# Hu Lien

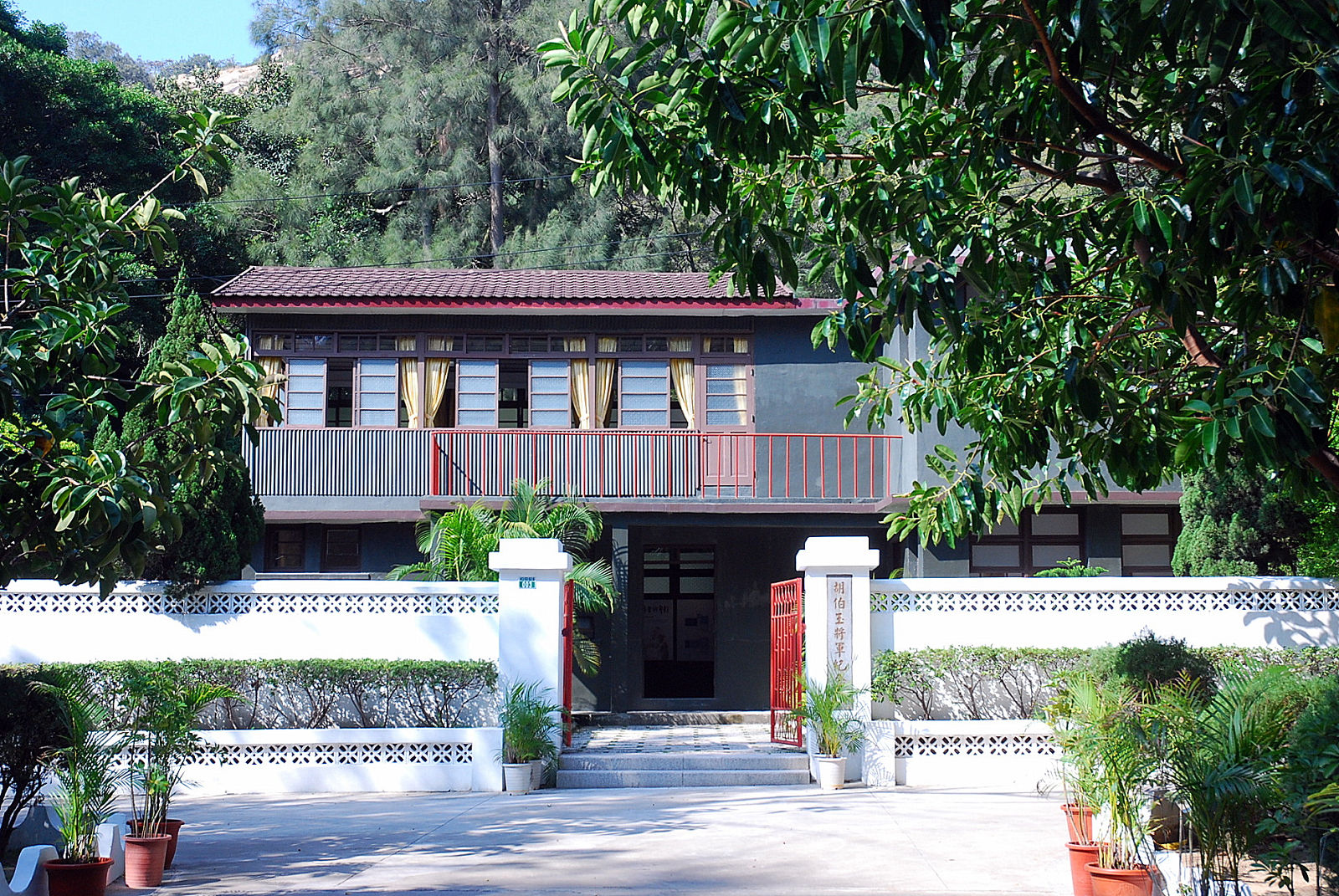
Maison de Hu Lien à Jinmen.

Hu Lien (胡璉 1er octobre 1907–22 juin 1977) est un général du Kuomintang qui participa à l'expédition du Nord, aux campagnes d'encerclement anti-communistes, à la seconde guerre sino-japonaise et à la guerre civile chinoise.

## Biographie
Il étudie à l'académie de Huangpu avec Lin Biao, l'un des meilleurs commandants communistes, Du Yuming, Fan Hanjie et Sun Yuanliang.
Hu est commandant de régiment dans la 11e division lors de la bataille de Shanghai. Il est blessé plusieurs fois (dont une fois d'une balle dans la mâchoire) et est promu commandant de division à la fin de la bataille. Dans leur plan d'invasion du Sichuan, les soldats de l'armée impériale japonaise attaquent l'Ouest du Hubei dans l'espoir de détruire la dernière base restante de Tchang Kaï-chek. Sous le commandement de Hu, le nouveau 18e corps repousse l'attaque japonaise. Par la suite, il est décoré de l'ordre du Ciel bleu et du Soleil blanc, la plus haute distinction pour un commandant.
Après la victoire contre les Japonais, la guerre civile chinoise reprend. En raison de son parcours impressionnant, l'unité de Hu est déployée dans le centre et l'est de la Chine comme brigade contre les incendies. Il bat les forces communistes, et même des commandants comme Liu Bocheng et Su Yu ne réussissent pas à arrêter la spectaculaire avancée nationaliste. Avant la campagne de Huaihai (en) de 1948, son père meurt et il a des problèmes dentaires, il doit donc s'absenter du front. Lorsque la 12e armée est encerclée par les troupes communistes dans la province de l'Anhui, Hu est amené sur le champ de bataille par un petit avion personnel pour mener une mission de secours et briser l'encerclement avec le reste de ses troupes. Après sept jours de retrait, il atteint Nankin et Tchang Kaï-chek lui confie la tâche de réorganiser la 12e armée.
Après la défaite des nationalistes, Hu suit le gouvernement de la République de Chine en exil à Taïwan. Il est deux fois nommé commandant de la défense de l'île de Jinmen, a repoussé une invasion des forces communistes en 1950 et participé à plusieurs attaques commando sur le continent. Tchang Kaï-chek a une grande confiance en Hu et lui offre une épée décorée de bijoux.
Hu joue un rôle important dans les relations entre Taïwan et le Vietnam (en) et sert comme ambassadeur à Saigon au Sud-Vietnam de 1964 à 1972 dans le cadre d'une politique du Kuomintang pour partager son expertise dans les affaires anti-communistes avec d'autres pays de la région. Il est finalement promu général à quatre étoiles en 1975 après 50 ans de service. Il meurt en 1977 d'un arrêt du cœur et est enterré à Jinmen qu'il a défendu des invasions communistes de 1949 à 1958.